# Opérateur d'évolution
En mécanique quantique, l'opérateur d'évolution est l'opérateur qui transforme l'état
quantique au temps {\displaystyle t_{0}} en l'état quantique au temps {\displaystyle t} résultant
de l'évolution du système sous l'effet de l'opérateur hamiltonien.

## Position du problème
On considère un hamiltonien composé de deux termes :
{\displaystyle {\hat {H}}={\hat {H}}_{0}+{\hat {V}}(t)}
où la dépendance temporelle est contenue dans {\displaystyle {\hat {V}}(t)}.
Quand {\displaystyle {\hat {V}}(t)=0}, le système est complètement connu par ses kets {\displaystyle |n\rangle } propres et ses valeurs propres {\displaystyle E_{n}} :
{\displaystyle {\hat {H}}_{0}|n\rangle =E_{n}|n\rangle }

## Définition
Cet opérateur est noté {\displaystyle U(t,t_{0})} et on a la relation, qui donne l'état du système au temps {\displaystyle t} à partir du temps initial {\displaystyle t_{0}} :
{\displaystyle \mid \psi (t)\rangle =U(t,t_{0})\mid \psi (t_{0})\rangle }
où
- {\displaystyle |\psi (t)\rangle } représente le ket au temps {\displaystyle t}
- {\displaystyle |\psi (t_{0})\rangle } représente le ket au temps {\displaystyle t_{0}}

Pour le bra, on a alors la relation suivante :
{\displaystyle \langle \psi (t)|=\langle \psi (t_{0})|U^{\dagger }(t,t_{0})}

## Propriétés
L'opérateur a les propriétés suivantes :
1. C'est un opérateur linéaire
2. {\displaystyle U(t_{0},t_{0})=1}
3. {\displaystyle U(t_{2},t_{1})U(t_{1},t_{0})=U(t_{2},t_{0})}
4. {\displaystyle U(t,t_{0})} est un opérateur unitaire ({\displaystyle U^{\dagger }U=UU^{\dagger }=1}).

Les trois premières propriétés sont des conséquences évidentes de l'équation d'évolution du premier ordre. La dernière propriété vient de ce que la probabilité totale doit être conservée par l'équation d'évolution.
Comme le système est donné par l'équation de Schrödinger, on a :
{\displaystyle i\hbar {\frac {\partial }{\partial t}}|\psi (t)\rangle ={\hat {H}}|\psi (t)\rangle }, soit :
{\displaystyle i\hbar {\frac {\partial U(t,t_{0})}{\partial t}}={\hat {H}}U(t,t_{0})}
Dans le cas d'un système quantique dont l'opérateur Hamiltonien {\displaystyle {\hat {H}}} est indépendant du temps, l'opérateur d'évolution s'écrit alors :
{\displaystyle U(t,t_{0})=e^{-{\frac {i}{\hbar }}{\hat {H}}\times (t-t_{0})}}
Pour un système dont le Hamiltonien est dépendant du temps, on peut résoudre par itération l'équation différentielle satisfaite par l'opérateur {\displaystyle U}. On obtient :
{\displaystyle U(t,t_{0})=1-{\frac {i}{\hbar }}\int _{t_{0}}^{t}dt_{1}{\hat {H}}(t_{1})+{\frac {(-i)^{2}}{\hbar ^{2}}}\int _{t_{0}}^{t}dt_{1}\int _{t_{0}}^{t_{1}}dt_{2}{\hat {H}}(t_{1}){\hat {H}}(t_{2})+\ldots +{\frac {(-i)^{n}}{\hbar ^{n}}}\int _{t_{0}}^{t}dt_{1}\ldots \int _{t_{0}}^{t_{n-1}}dt_{n}{\hat {H}}(t_{1})\ldots {\hat {H}}(t_{n})U(t_{n},t_{0})}
L'écriture de cette expression peut être simplifiée en introduisant l'opérateur de produit chronologique tel que :
{\displaystyle T({\hat {H}}(t_{1}){\hat {H}}(t_{2})\ldots {\hat {H}}(t_{n}))={\hat {H}}(t_{\sigma (1)}){\hat {H}}(t_{\sigma (2)})\ldots {\hat {H}}(t_{\sigma (n)})}
où dans le membre de gauche l'ordre des temps est quelconque, et dans le membre de droite la permutation {\displaystyle \sigma } de l'ensemble {\displaystyle \lbrace 1,\ldots ,n\rbrace } est telle que :{\displaystyle t_{\sigma (1)}>t_{\sigma (2)}>\ldots >t_{\sigma (n)}}.
On a alors :
{\displaystyle U(t,t_{0})=T\exp \left(-{\frac {i}{\hbar }}\int _{t_{0}}^{t}dt'{\hat {H}}(t')\right)}
Cette relation est utilisée en théorie quantique des champs pour la construction des diagrammes de Feynman.

## Lien avec les autres représentations
L'opérateur d'évolution permet d'établir l'équivalence entre la représentation de Schroedinger et la représentation de Heisenberg. Dans la représentation de Schrödinger, les opérateurs sont indépendants du temps et les états sont dépendants du temps. Dans la représentation de Heisenberg, les opérateurs sont dépendants du temps et les états indépendants du temps. Le passage d'une représentation à l'autre se fait au moyen de l'opérateur d'évolution :
{\displaystyle \mid \psi \rangle _{S}(t)=U(t,0)\mid \psi \rangle _{H}}
{\displaystyle A_{H}(t)=U^{\dagger }(t,0)A_{S}U(t,0)}
|                                                                                      |                                                         | | |
|                                                                                      | Heisenberg                                              | Interaction | Schrödinger |
| Ket                                                                                  | constant                                                | {\displaystyle \|\Psi (t)\rangle _{I}=U_{0}^{-1}\|\Psi (t)\rangle _{S}}                                                                               | {\displaystyle \|\Psi (t)\rangle _{S}=U\|\Psi (t_{0})\rangle _{S}}                                                                                    |
| Observable                                                                           | {\displaystyle A_{H}(t)=U^{-1}A_{S}U}                   | {\displaystyle A_{I}(t)=U_{0}^{-1}A_{S}U_{0}} | constant |
| Opérateur d'évolution                                                                | {\displaystyle {\hat {H}}={\hat {H}}_{0}+{\hat {V}}(t)} | {\displaystyle U(t,t_{0})=e^{-{\frac {i}{\hbar }}{\hat {H}}(t-t_{0})}} {\displaystyle U_{0}(t,t_{0})=e^{-{\frac {i}{\hbar }}{\hat {H}}_{0}(t-t_{0})}} | {\displaystyle U(t,t_{0})=e^{-{\frac {i}{\hbar }}{\hat {H}}(t-t_{0})}} {\displaystyle U_{0}(t,t_{0})=e^{-{\frac {i}{\hbar }}{\hat {H}}_{0}(t-t_{0})}} |
| Mécanique quantique : - Théorème d'Ehrenfest - Équation de Schrödinger - Propagateur |                                                         | | |